# Serie A 1950 (hockey su pista)
La Serie A 1950 è stata la 27ª edizione (la 1ª a girone unico), del torneo di primo livello del campionato italiano di hockey su pista. La competizione ha avuto inizio il 18 giugno e si è conclusa il 17 settembre 1950.
Lo scudetto è stato conquistato dal Novara per la decima volta nella sua storia.

## Stagione

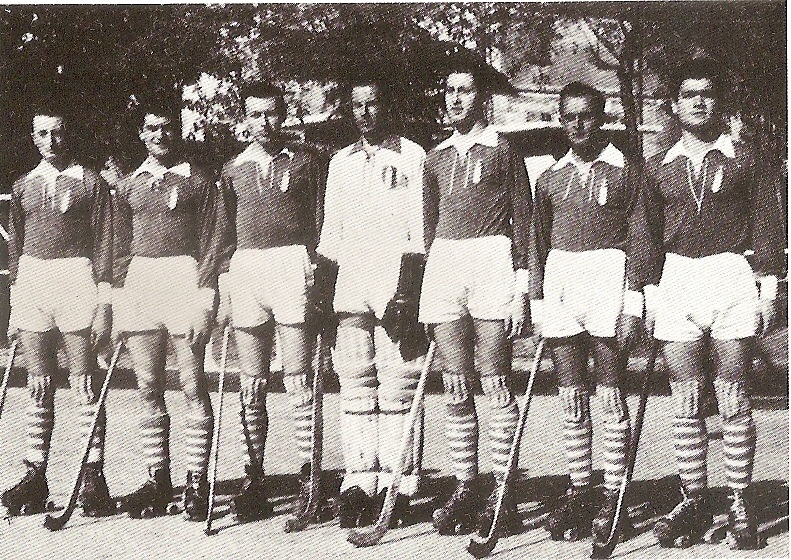
Formazione dell'Hockey Novara del secondo dopoguerra. Da sinistra Ghione, Prandi, Nanotti, Grassi, Gallarini, Monfrinotti e Panagini.

### Novità
Nel 1950 la federazione riformò in maniera organica il campionato italiano. Furono introdotte tre categorie e più precisamente Serie A, Serie B e Serie C sulla falsariga del campionato di calcio. Al torneo parteciparono: Bolzanetese, Marzotto Valdagno, DLF Trieste, Edera Trieste, Mirabello, Monza, Novara e Triestina.

### Formula
Come detto sopra la nuova Serie A vide ai nastri di partenza otto club; la manifestazione fu organizzata con un girone all'italiana, con gare di andata e ritorno per un totale di 14 giornate: erano assegnati 2 punti per l'incontro vinto e un punto a testa per l'incontro pareggiato, mentre non ne era attribuito alcuno per la sconfitta. Al termine del campionato la squadra prima classificata venne proclamata campione d'Italia mentre l'ottava retrocedette in Serie B.

### Avvenimenti
Il campionato iniziò il 18 giugno e si concluse il 17 settembre 1950; già alla terza giornata i brianzoli del Monza conquistarono la testa della classifica con tre vittorie consecutive. Al termine del girone di andata la classifica vedeva il Monza al primo posto con 12 punti e a seguire il Novara con 11. Il sorpasso del Novara si concretizzò alla decima giornata; i piemontesi vinsero per 4 a 2 contro la Triestina mentre i biancorossi brianzoli persero per 8 a 4 contro l'Edera. La certezza matematica dello scudetto per gli azzurri arrivò alla tredicesima giornata; battendo il Mirabello per 12 a 0 e sfruttando la concomitante sconfitta del Monza a Trieste il Novara si aggiudicò il decimo scudetto della sua storia; con tale vittoria la squadra si fregia della stella d'oro. Il DLF Trieste fu la prima squadra a retrocedere in Serie B. Giovanni Poser dell'Edera fu capocannoniere del torneo.

## Squadre partecipanti
| Club              | Stagione | Città         | Impianto                        | Stagione precedente         |
| ----------------- | -------- | ------------- | ------------------------------- | --------------------------- |
| Bolzanetese       | n.d.     | Genova        | Pista Nostra Signora della Neve | 7º nel girone finale        |
| Marzotto Valdagno | dettagli | Valdagno (VI) | Pista Cavalchina                | 5º nel girone A             |
| DLF Trieste       | dettagli | Trieste       | Pista di Viale Miramare         | 4º nel girone finale        |
| Edera Trieste     | dettagli | Trieste       | Pista di Viale Miramare         | 2º nel girone finale        |
| Mirabello         | dettagli | Monza (MI)    | Pista di via Boccaccio          | 6º nel girone finale        |
| Monza             | dettagli | Monza (MI)    | Pista di via Boccaccio          | 2º nel girone A             |
| Novara            | dettagli | Novara        | Pista in viale Buonarroti       | Campione d'Italia in carica |
| Triestina         | dettagli | Trieste       | Pista di Viale Miramare         | 3º nel girone finale        |

### Allenatori e primatisti
| Squadra           | Allenatore    | Cannoniere     |
| ----------------- | ------------- | -------------- |
| Bolzanetese       |               |                |
| Marzotto Valdagno |               |                |
| DLF Trieste       |               |                |
| Edera Trieste     |               | Giovanni Poser |
| Mirabello         |               |                |
| Monza             |               |                |
| Novara            | Carlo Ciocala |                |
| Triestina         |               |                |

## Classifica finale
|  | Pos. | Squadra           | Pt | G  | V  | N | P  | GF  | GS  | DR  |
|  | ---- | ----------------- | -- | -- | -- | - | -- | --- | --- | --- |
|  | 1.   | Novara            | 23 | 14 | 11 | 1 | 2  | 81  | 46  | +35 |
|  | 2.   | Monza             | 20 | 14 | 10 | 0 | 4  | 104 | 53  | +51 |
|  | 3.   | Edera Trieste     | 19 | 14 | 9  | 1 | 4  | 114 | 60  | +54 |
|  | 4.   | Triestina         | 16 | 14 | 8  | 0 | 6  | 77  | 47  | +30 |
|  | 5.   | Marzotto Valdagno | 13 | 14 | 5  | 3 | 6  | 47  | 82  | -35 |
|  | 6.   | Bolzanetese       | 12 | 14 | 5  | 2 | 7  | 64  | 79  | -15 |
|  | 7.   | Mirabello         | 6  | 14 | 3  | 0 | 11 | 48  | 109 | -61 |
|  | 8.   | DLF Trieste       | 3  | 14 | 1  | 1 | 12 | 46  | 105 | -59 |

Legenda:
      Campione d'Italia.
      Retrocesso in Serie B.
Note:
Due punti a vittoria, uno a pareggio, zero a sconfitta.

## Risultati

### Tabellone
| 1950              | Bolz | Eder | Ferr | MarV | Mira | Monz | Nova | Trie |
| ----------------- | ---- | ---- | ---- | ---- | ---- | ---- | ---- | ---- |
| Bolzanetese       | –––– | 7-13 | 11-8 | 3-3  | 11-5 | 5-4  | 3-5  | 6-5  |
| Edera Trieste     | 6-4  | –––– | 11-1 | 5-6  | 7-2  | 8-4  | 3-3  | 3-2  |
| Ferroviario       | 3-5  | 1-11 | –––– | 6-4  | 2-4  | 3-8  | 2-4  | 3-5  |
| Marzotto Valdagno | 5-5  | 4-11 | 4-4  | –––– | 3-2  | 2-12 | 2-1  | 1-0  |
| Mirabello         | 5-0  | 1-23 | 6-2  | 6-7  | –––– | 4-8  | 0-12 | 3-13 |
| Monza             | 7-2  | 9-3  | 15-4 | 6-3  | 6-2  | –––– | 3-6  | 12-5 |
| Novara            | 5-2  | 11-7 | 7-5  | 8-2  | 7-6  | 3-8  | –––– | 5-1  |
| Triestina         | 5-0  | 5-3  | 10-2 | 13-1 | 8-2  | 3-2  | 2-4  | –––– |

### Calendario
| Andata (1ª) | Andata (1ª) | Prima giornata            | Ritorno (8ª) | Ritorno (8ª) |
|             |             |                           |              |              |
| 18 giu.     | 6-4         | Edera Trieste-Bolzanetese | 13-7         | 6 ago.       |
| 18 giu.     | 3-8         | DLF Trieste-Monza         | 4-15         | 6 ago.       |
| 18 giu.     | 8-2         | Novara-Marzotto Valdagno  | 1-2          | 6 ago.       |
| 18 giu.     | 3-13        | Mirabello-Triestina       | 2-8          | 6 ago.       |

| Andata (2ª) | Andata (2ª) | Seconda giornata                | Ritorno (9ª) | Ritorno (9ª) |
|             |             |                                 |              |              |
| 25 giu.     | 11-5        | Bolzanetese-Mirabello           | 0-5          | 20 ago.      |
| 25 giu.     | 4-11        | Marzotto Valdagno-Edera Trieste | 6-5          | 20 ago.      |
| 25 giu.     | 3-8         | Novara-Monza                    | 6-3          | 20 ago.      |
| 25 giu.     | 10-2        | Triestina-DLF Trieste           | 5-3          | 20 ago.      |

| Andata (3ª) | Andata (3ª) | Terza giornata              | Ritorno (10ª) | Ritorno (10ª) |
|             |             |                             |               |               |
| 2 lug.      | 3-5         | DLF Trieste-Bolzanetese     | 8-11          | 27 ago.       |
| 2 lug.      | 3-2         | Marzotto Valdagno-Mirabello | 7-6           | 27 ago.       |
| 2 lug.      | 9-3         | Monza-Edera Trieste         | 4-8           | 27 ago.       |
| 2 lug.      | 5-1         | Novara-Triestina            | 4-2           | 27 ago.       |

| Andata (4ª) | Andata (4ª) | Quarta giornata               | Ritorno (11ª) | Ritorno (11ª) |
|             |             |                               |               |               |
| 9 lug.      | 3-5         | Bolzanetese-Novara            | 2-5           | 30 ago.       |
| 9 lug.      | 6-4         | DLF Trieste-Marzotto Valdagno | 4-4           | 30 ago.       |
| 9 lug.      | 4-8         | Mirabello-Monza               | 2-6           | 30 ago.       |
| 9 lug.      | 5-3         | Triestina-Edera Trieste       | 2-3           | 30 ago.       |

| Andata (5ª) | Andata (5ª) | Quinta giornata         | Ritorno (12ª) | Ritorno (12ª) |
|             |             |                         |               |               |
| 16 lug.     | 3-3         | Edera Trieste-Novara    | 7-11          | 3 set.        |
| 16 lug.     | 2-12        | Marzotto Valdagno-Monza | 3-6           | 3 set.        |
| 16 lug.     | 6-2         | Mirabello-DLF Trieste   | 4-2           | 3 set.        |
| 16 lug.     | 5-0         | Triestina-Bolzanetese   | 5-6           | 3 set.        |

| Andata (6ª) | Andata (6ª) | Sesta giornata                | Ritorno (13ª) | Ritorno (13ª) |
|             |             |                               |               |               |
| 23 lug.     | 1-11        | DLF Trieste-Edera Trieste     | 1-11          | 10 set.       |
| 23 lug.     | 5-5         | Marzotto Valdagno-Bolzanetese | 3-3           | 10 set.       |
| 23 lug.     | 12-5        | Monza-Triestina               | 2-3           | 10 set.       |
| 23 lug.     | 7-6         | Novara-Mirabello              | 12-0          | 10 set.       |

| \| Andata (7ª) \| Andata (7ª) \| Settima giornata \| Ritorno (14ª) \| Ritorno (14ª) \| \| \| \| \| \| \| \| 30 lug. \| 5-4 \| Bolzanetese-Monza \| 2-7 \| 17 set. \| \| 30 lug. \| 7-2 \| Edera Trieste-Mirabello \| 23-1 \| 17 set. \| \| 30 lug. \| 7-5 \| Novara-DLF Trieste \| 4-2 \| 17 set. \| \| 30 lug. \| 13-1 \| Triestina-Marzotto Valdagno \| 0-1 \| 17 set. \| |             |                             |               |               |
| Andata (7ª) | Andata (7ª) | Settima giornata            | Ritorno (14ª) | Ritorno (14ª) |
| |             |                             |               |               |
| 30 lug. | 5-4         | Bolzanetese-Monza           | 2-7           | 17 set.       |
| 30 lug. | 7-2         | Edera Trieste-Mirabello     | 23-1          | 17 set.       |
| 30 lug. | 7-5         | Novara-DLF Trieste          | 4-2           | 17 set.       |
| 30 lug. | 13-1        | Triestina-Marzotto Valdagno | 0-1           | 17 set.       |

## Verdetti
| Verdetto               | Club                |
| ---------------------- | ------------------- |
| Campione d'Italia 1950 | Novara (10º titolo) |
| Retrocesse in Serie B  | DLF Trieste         |

### Squadra campione
| N° | Naz.              | Ruolo | Sportivo            |  |  |  |
| -- | ----------------- | ----- | ------------------- |  |  |  |
| ?  | Italia (bandiera) | E     | Giancarlo Gallarini |  |  |  |
| ?  | Italia (bandiera) | E     | Claudio Ghione      |  |  |  |
| ?  | Italia (bandiera) | P     | Angelo Grassi       |  |  |  |
| ?  | Italia (bandiera) | E     | Walter Monfrinotti  |  |  |  |
| ?  | Italia (bandiera) | E     | Sergio Nanotti      |  |  |  |
| ?  | Italia (bandiera) | E     | Ferruccio Panagini  |  |  |  |
| ?  | Italia (bandiera) | P     | Luciano Prandi      |  |  |  |

- Allenatore:  Carlo Ciocala

## Statistiche del torneo

### Capoliste solitarie
|    | —— | ——    | ——    | ——    | ——    | ——    | ——    | —— | ——     | ——     | ——     | ——     | ——     | —— |  |
|    |    | Monza | Monza | Monza | Monza | Monza | Monza |    | Novara | Novara | Novara | Novara | Novara |    |  |
|    |    |       |       |       |       |       |       |    |        |        |        |        |        |    |  |
|    |    |       |       |       |       |       |       |    |        |        |        |        |        |    |  |
| 1ª | 2ª | 3ª    | 4ª    | 5ª    | 6ª    | 7ª    | 8ª    | 9ª | 10ª    | 11ª    | 12ª    | 13ª    | 14ª    |    |  |

### Classifica in divenire
|                   | 1ª | 2ª | 3ª | 4ª | 5ª | 6ª | 7ª | 8ª | 9ª | 10ª | 11ª | 12ª | 13ª | 14ª |
| ----------------- | -- | -- | -- | -- | -- | -- | -- | -- | -- | --- | --- | --- | --- | --- |
| Bolzanetese       | 0  | 2  | 4  | 4  | 4  | 5  | 7  | 7  | 7  | 9   | 9   | 11  | 12  | 12  |
| Marzotto Valdagno | 0  | 0  | 2  | 2  | 2  | 3  | 3  | 5  | 7  | 9   | 10  | 10  | 11  | 13  |
| DLF Trieste       | 0  | 0  | 0  | 2  | 2  | 2  | 2  | 2  | 2  | 2   | 3   | 3   | 3   | 3   |
| Edera Trieste     | 2  | 4  | 4  | 4  | 5  | 7  | 9  | 11 | 11 | 13  | 15  | 15  | 17  | 19  |
| Mirabello         | 0  | 0  | 0  | 0  | 2  | 2  | 2  | 2  | 4  | 4   | 4   | 6   | 6   | 6   |
| Monza             | 2  | 4  | 6  | 8  | 10 | 12 | 12 | 14 | 14 | 14  | 16  | 18  | 18  | 20  |
| Novara            | 2  | 2  | 4  | 6  | 7  | 9  | 11 | 11 | 13 | 15  | 17  | 19  | 21  | 23  |
| Triestina         | 2  | 4  | 4  | 6  | 8  | 8  | 10 | 12 | 14 | 14  | 14  | 14  | 16  | 16  |

### Record squadre
- Maggior numero di vittorie: Novara (11)
- Minor numero di vittorie: DLF Trieste (1)
- Maggior numero di pareggi: Marzotto Valdagno (3)
- Minor numero di pareggi: Mirabello, Monza e Triestina (0)
- Maggior numero di sconfitte: DLF Trieste (12)
- Minor numero di sconfitte: Novara (2)
- Miglior attacco: Edera Trieste (114 reti realizzate)
- Peggior attacco: DLF Trieste (46 reti realizzate)
- Miglior difesa: Novara (46 reti subite)
- Peggior difesa: Mirabello (109 reti subite)
- Miglior differenza reti: Edera Trieste (+54)
- Peggior differenza reti: Mirabello (-61)

### Classifica cannonieri
| Gol |  |  | Giocatore      | Squadra       |
| --- |  |  | -------------- | ------------- |
| ?   |  |  | Giovanni Poser | Edera Trieste |